# 川崎市立下平間小学校
川崎市立下平間小学校（かわさきしりつ しもひらましょうがっこう）は、神奈川県川崎市幸区下平間にある公立小学校。

## 沿革
出典
- 1957年（昭和32年）
  - 5月4日 - 校舎建築工事着工。
  - 7月1日 - 「川崎市立下平間小学校」と校名決定。
  - 9月5日 - 山本重孝氏が初代校長として着任。
  - 11月9日 - 校章決定。
  - 12月2日 - 第一校舎竣工（職員室・普通教室9）。
  - 12月21日 - 古川小より4学年以下9学級445名が入校。
- 1958年（昭和33年）
  - 1月24日 - 開校式と落成式挙行。この日を開校記念日と定める。
  - 4月5日 - 第1回入学式と始業式挙行（13学級）。
  - 9月24日 - 校旗制定。
- 1959年（昭和34年）
  - 4月20日 - 第一次校舎増築、第2校舎（教室6）。
  - 9月17日 - 第二次校舎増築、第2校舎（教室2）。
- 1960年（昭和35年）3月23日 - 第1回卒業式挙行。最初の卒業生は121名。
- 1961年（昭和36年）2月25日 - 校歌制定。
- 1964年（昭和39年）3月17日 - 第三次校舎増築、第2校舎（教室1）。
- 1967年（昭和42年）3月27日 - 第四次校舎増築、第2校舎（教室3）。
- 1968年（昭和43年）
  - 2月20日 - 創立10周年記念式典挙行。
  - 12月20日 - 体育館竣工。
- 1971年（昭和46年）10月7日 - 「わかたけ」学級（情緒障害児学級）設置教室を教育研究所に置く。
- 1974年（昭和49年）3月1日 - 第五次校舎増築、第2校舎（教室3）。
- 1977年（昭和52年）11月1日 - 創立20周年記念式典挙行。
- 1985年（昭和60年）
  - 3月6日 - 校舎全面改築決定。
  - 3月31日 - 「わかたけ学級」を梶ケ谷小に移設。
  - 10月31日 - 新校舎（全面改築）工事着工。
- 1987年（昭和62年）10月31日 - 創立30周年記念と新校舎落成記念の両式典挙行。
- 1992年（平成4年）
  - 3月9日 - 校旗新調。
  - 7月3日 - 日本語教室開設し、開級式挙行。
- 1997年（平成9年）1月23日 - 創立40周年を祝う会挙行。
- 1999年（平成11年）11月1日 - コンピュ―タ―が設置される（6台）。
- 2000年（平成12年）4月1日 - コンピュ―タ―が設置される（21台）。
- 2001年（平成13年）4月1日 - 作業室完成。
- 2003年（平成15年）4月1日 -	わくわくプラザ開設。
- 2007年（平成19年）11月17日 - 創立50周年記念式典挙行。
- 2008年（平成20年）8月26日 - 「子ども見守り隊」発足。
- 2009年（平成21年）10月31日 - 新校舎（全面改築）工事着工。
- 2010年（平成22年）
  - 4月1日 - 2階視聴覚室を特別支援級に、2階特別支援級とプレイルームをそれぞれ普通教室に改築。
  - 12月16日 - 西側トイレ改修。
- 2011年（平成23年）
  - 4月1日 - 4階多目的ホールを普通教室に改築。
  - 6月1日 - 高鉄棒撤去し、正門西門改修。
  - 7月1日 - 地デジ工事。
  - 8月1日 - 放送室改修工事と、体育館照明設置。
- 2012年（平成24年）
  - 4月1日 - 3階多目的ホールを普通教室に改築。
  - 6月26日 - ブランコ撤去。
- 2013年（平成25年）3月29日 - 体育館床改修。
- 2020年（令和2年）3月5日 - エレベーター設置工事終了。
- 2022年（令和4年）4月11日 - 遊具撤去。

## 通学区域
出典
- 鹿島田1丁目（16番～21番）
- 下平間（3番～248番・255番(国道409号線の南側)・284番～329番・387番以降）
- 新塚越

## 進学先中学校
出典
- 川崎市立塚越中学校

## 交通アクセス
- 臨港バス川60系統で、「鹿島田駅入口」バス停（川崎市道上）から、徒歩約320m・約5分。
- 川崎市営バス杉40・川66・川71・川74の各系統で、「下平間住宅」バス停（国道409号線上）から、徒歩約430m・約7分。
- JR東日本南武線鹿島田駅（東口）から、徒歩約475m・約7分。
- JR東日本横須賀線新川崎駅から、徒歩約865m・約13分。

## 周辺
- 下平間小学校わくわくプラザ - 同一敷地内
- 稲名寺 - 敷地が隣接
- 川崎市立塚越中学校 - 川崎市道を挟んで、敷地が隣接。また、主な進学先でもある。
- みゆきゴルフセンター - 川崎市道を挟んで、敷地が隣接。
- ヤマト運輸幸下平間センター
- 下平間春風公園
- 国道409号線